# Atalaya del Cañavate
Atalaya del Cañavate es un municipio español de la provincia de Cuenca, en la comunidad autónoma de Castilla-La Mancha.

## Demografía
Atalaya del Cañavate cuenta con una población de 98 habitantes (INE 2024).
| Gráfica de evolución demográfica de Atalaya del Cañavate entre 1842 y 2021                                          |
| |
| Población de derecho según los censos de población del INE Población de hecho según los censos de población del INE |

## Geografía
Su término municipal se extiende en un terreno llano con algunos cerros, propio de la comarca de La Mancha Conquense a la que pertenece. La altura máxima es el Pico del Mojón Blanco (896 metros), mientras que el pueblo se alza a 788 metros sobre el nivel del mar. Se encuentra a 85 kilómetros de la capital conquense. Supone un importante cruce de autopistas entre la autovía del Este, la autovía de Alicante (A-31) y la autovía del Guadiana (A-43). 
| Noroeste: Cañada Juncosa | Norte: Cañada Juncosa | Nordeste: Cañada Juncosa |
| Oeste: Cañada Juncosa    |                       | Este: Tébar              |
| Suroeste: San Clemente   | Sur: Vara del Rey     | Sureste: Tébar           |

### Clima
Cuenta con un clima mediterráneo continentalizado. De veranos ciertamente cálidos, con máximas normalmente superiores a 30 grados, usualmente por encima de 35, y con inviernos en que las heladas pueden alcanzar los -10 grados, con nevadas esporádicas en la época invernal.

## Historia
Su historia se remonta hasta la época árabe. De hecho, su nombre es de raíz árabe: "lugar alto o torre desde donde se vigila". Esta torre estuvo situada en el Cerro del Castillejo. En un principio solo se llamó "Atalaya"; la denominación "del Cañavate" se añadió en el siglo XIX, posiblemente por decisión administrativa para distinguirla de la otra Atalaya que hay en Cuenca, que a partir de entonces pasó a llamarse "de Cuenca".
En sus inmediaciones, cuando se realizaban las obras de la Autovía A-43 , aparecieron los restos de una villa romana de carácter agropecuario con unas excelentes termas (conservadas en todas sus partes) y una zona señorial en torno a un peristilo, que en su día conservaba pinturas murales de vivos colores, salones decorados con molduras y columnas y todo el lujo que se prodigaba en los establecimientos de este tipo, incluidos los pavimentos de mosaicos.
Fue una de las 63 aldeas de Alarcón, tal y como consta en el documento datado en 1184, después de la conquista realizada por Alfonso VIII de Castilla. Años más tarde, estas aldeas se integran en el Marquesado de Villena.
Hasta 1635 era término municipal de El Cañavate, pueblo del que se secesionó.

## Usos y costumbres
La festividad más importante de esta población es el Corpus Christi, que se puede celebrar entre finales de mayo a mediados de junio (no es una fiesta fija en el calendario). El domingo se hace una procesión, se oficia una misa en la iglesia de La Asunción y a continuación se "corre la bandera" en la plaza del pueblo; esto es, coger la bandera del pueblo por el mástil y enarbolándola, hacer muchos juegos y movimientos, pasándola alrededor del todo el cuerpo sin que se enrolle alrededor del mástil ni que toque el suelo.
A continuación, se ofrece el "puñao" (un vasito con frutos secos) y un vaso de "cuerva" (sangría), sufragados por uno de los vecinos del pueblo (o uno de sus descendientes, ya que la mayoría de la población emigró a las grandes ciudades en los años sesenta), para todos los asistentes a esta fiesta.
El sábado víspera de esta fiesta se celebra un concurso de caldereta manchega, típico plato a base de cordero, pimiento rojo, cebolla, tomate, ajo, vino y especias.

## Administración y política
| Periodo   | Nombre                            | Partido |
| --------- | --------------------------------- | ------- |
| 1979-1983 | César Chiva Carrión               | A.E     |
| 1983-1987 | César Chiva Carrión               | A.E     |
| 1987-1991 | César Chiva Carrión               | PP      |
| 1991-1995 | Francisco Antonio Catalán Segovia | PP      |
| 1995-1999 | César Chiva Carrión               | PP      |
| 1999-2003 | Matilde Flores Vallés             | PP      |
| 2003-2007 | Matilde Flores Valles             | PP      |
| 2007-2011 | Adolfo Montoya Pérez              | PP      |
| 2011-2015 | Adolfo Montoya Pérez              | PP      |
| 2015-2019 | Juliana Gallego Moratalla         | PSOE    |
| 2019-2023 | Adolfo Montoya Pérez              | PP      |

## Monumentos
- Iglesia parroquial de la Asunción, de estilo renacentista. Declarada Bien de Interés Cultural.